# Hans Christer Holund
Hans Christer Holund (Oslo, 25 de febrero de 1989) es un deportista noruego que compite en esquí de fondo.
Participó en dos Juegos Olímpicos de Invierno, obteniendo dos medallas, bronce en Pyeongchang 2018, en la prueba de 30 km, y plata en Pekín 2022 en el relevo (junto con Emil Iversen, Pål Golberg y Johannes Klæbo).
Ganó seis medallas en el Campeonato Mundial de Esquí Nórdico entre los años 2019 y 2023.

## Palmarés internacional
| Juegos Olímpicos   | Juegos Olímpicos            | Juegos Olímpicos  | Juegos Olímpicos |
| Año                | Lugar                       | Medalla           | Prueba           |
| ------------------ | --------------------------- | ----------------- | ---------------- |
| 2018               | Pyeongchang (Corea del Sur) | Medalla de bronce | 30 km            |
| 2022               | Pekín (China)               | Medalla de plata  | Relevo 4 × 10 km |
| Campeonato Mundial |                             |                   |                  |
| Año                | Lugar                       | Medalla           | Prueba           |
| 2019               | Seefeld (Austria)           | Medalla de oro    | 50 km            |
| 2021               | Oberstdorf (Alemania)       | Medalla de oro    | 15 km            |
| 2021               | Oberstdorf (Alemania)       | Medalla de oro    | Relevo 4 × 10 km |
| 2021               | Oberstdorf (Alemania)       | Medalla de bronce | 30 km            |
| 2023               | Planica (Eslovenia)         | Medalla de oro    | Relevo 4 × 10 km |
| 2023               | Planica (Eslovenia)         | Medalla de bronce | 15 km            |